# Wapanucka
Wapanucka és un poble dels Estats Units a l'estat d'Oklahoma. Segons el cens del 2000 tenia 445 habitants.

## Demografia
Segons el cens del 2000, Wapanucka tenia 445 habitants, 174 habitatges, i 117 famílies. La densitat de població era de 260,3 habitants per km².
Dels 174 habitatges en un 32,2% hi vivien nens de menys de 18 anys, en un 52,9% hi vivien parelles casades, en un 9,2% dones solteres, i en un 32,2% no eren unitats familiars. En el 25,3% dels habitatges hi vivien persones soles el 13,8% de les quals corresponia a persones de 65 anys o més que vivien soles. El nombre mitjà de persones vivint en cada habitatge era de 2,56 i el nombre mitjà de persones que vivien en cada família era de 3,12.
Per edats la població es repartia de la següent manera: un 27,9% tenia menys de 18 anys, un 10,3% entre 18 i 24, un 25,8% entre 25 i 44, un 18,4% de 45 a 60 i un 17,5% 65 anys o més.
L'edat mediana era de 33 anys. Per cada 100 dones de 18 o més anys hi havia 95,7 homes.
La renda mediana per habitatge era de 19.922 $ i la renda mediana per família de 25.208 $. Els homes tenien una renda mediana de 19.250 $ mentre que les dones 16.250 $. La renda per capita de la població era de 9.883 $. Entorn del 24,8% de les famílies i el 31,7% de la població estaven per davall del llindar de pobresa.

## Poblacions més properes
El següent diagrama mostra les poblacions més properes.